# Martín Laso de Oropesa
Martín Lasso (o Laso) de Oropesa (Oropesa, 1499-Roma, 18 de enero de 1564), sacerdote, humanista y traductor español del siglo XVI.

## Biografía

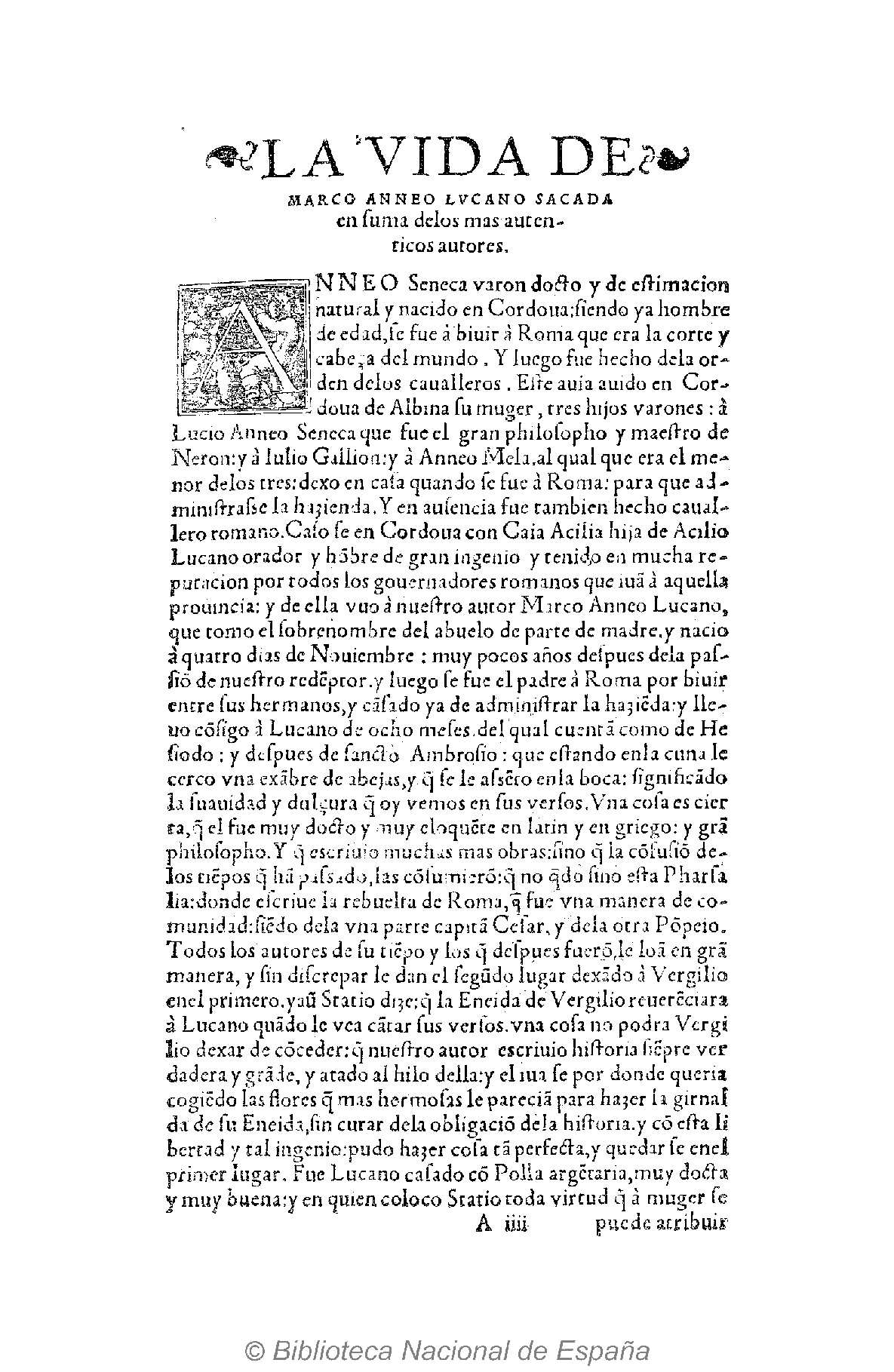
La historia que escrivio en latin el poeta Lucano, por Martín Laso de Oropesa, 1540.

Nació en Oropesa, provincia de Toledo (pero obispado de Ávila), en 1499; se hizo sacerdote y tradujo la Farsalia de Lucano en prosa castellana; la publicó en Lisboa en 1541. En 1544 era secretario de la duquesa de Calabria, marquesa de Cenete y condesa de Nassou, Mencía de Mendoza, seguidora de Juan Luis Vives y mujer muy docta en griego y latín, hasta el punto que podía redactar en estas lenguas con elegancia, que falleció en 1554, Años más tarde, en 1578, era canónigo de la catedral de Burgos y secretario de su pariente y deudo, el cardenal y arzobispo de Burgos Francisco Hurtado de Mendoza y Bobadilla, también gran humanista y mecenas, lo que suponía ciertamente una mejora de posición social. Tradujo asimismo, que sepamos, dos discursos de Cicerón que añadió a algunas de las ediciones de su obra magna, Pro Marcello ("César porque perdonó a Marco Marcello") y Pro Ligario ("Por Quinto Ligario"), además de una carta de Marco Bruto a Cicerón quejándose porque había rogado por él con bajeza a Octavio Augusto. Marchó a Roma, no se sabe muy bien por qué, y allí falleció. Según Pellicer, está enterrado en la Iglesia de San Apolinar, hoy en el Colegio de los Alemanes. 
La traducción de Lucano, en algunas de cuyas ediciones el autor modificó las notas o añadió además una interesante y erudita Historia del triunvirato, fue elogiada por el bibliógrafo Tomás Tamayo de Vargas ("tradujo en prosa a Lucano mejor que todos los charlatanes que lo intentaron sin conocimiento de la lengua en que está"), aunque Juan Antonio Pellicer, en su Ensayo de una bibliotheca de traductores españoles (1778), echa de menos el brío retórico y la magnilocuencia del original y señala que a veces aparece redundante o confuso.

## Obras
- Lucano traduzido de Verso latino en prosa castellana... Dirigido al Illustre Señor Antonio Perez, Secretario del estado de la Magestad Catholica del Rey don Phelippe Segundo. Lisboa, 1541; Valladolid, 1544; Amberes, 1551; Burgos, 1578; Amberes: Cordier, 1585; Amberes: Beliero, 1585; Madrid: Felipe de Iunta, 1588.
- Marco Tulio Cicerón, "Pro Marcello", "Pro Ligario" en: Lucano, La Pharsalia. Burgos: [s.n.], 1588.